# Cornwall Airport Newquay
Cornwall Airport Newquay (korniska: Ayrborth Tewynblustri Kernow) är en flygplats i Cornwall i sydvästra Storbritannien, 400 kilometer väster om huvudstaden London. Cornwall Airport Newquay ligger 118 meter över havet.
Terrängen runt flygplatsen är platt. Havet är nära åt nordväst. Runt flygplatsen är det ganska tätbefolkat, med 207 invånare per kvadratkilometer. Närmaste större samhälle är St Austell, 19,0 kilometer åt sydost. Trakten runt flygplatsen består i huvudsak av gräsmarker.